# Temporada 1991-92 de los Dallas Mavericks
La temporada 1991-92 fue la duodécima de los Dallas Mavericks en la NBA. La temporada regular acabó con 22 victorias y 60 derrotas, ocupando el duodécimo puesto de la conferencia Oeste, no logrando clasificarse para los playoffs.

## Elecciones en elDraft
| Ronda | Puesto | Jugador        | Posición  | Nacionalidad   | Universidad      |
| ----- | ------ | -------------- | --------- | -------------- | ---------------- |
| 1     | 6      | Doug Smith     | Ala-Pívot | Estados Unidos | Missouri         |
| 2     | 33     | Donald Hodge   | Pívot     | Estados Unidos | Temple           |
| 2     | 35     | Mike Iuzzolino | Base      | Estados Unidos | St. Francis (PA) |

## Temporada regular
| División Medio Oeste   | División Medio Oeste | División Medio Oeste | División Medio Oeste | División Medio Oeste | División Medio Oeste | División Medio Oeste | División Medio Oeste | División Medio Oeste |
| Equipo                 | G                    | P                    | %                    | PD                   | Casa                 | Fuera                | Div                  |                      |
| ---------------------- | -------------------- | -------------------- | -------------------- | -------------------- | -------------------- | -------------------- | -------------------- | -------------------- |
| y-Utah Jazz            | 55                   | 27                   | .671                 | —                    | 37–4                 | 18–23                | 20–6                 |                      |
| x-San Antonio Spurs    | 47                   | 35                   | .573                 | 8                    | 31–10                | 16–25                | 18–8                 |                      |
| Houston Rockets        | 42                   | 40                   | .512                 | 13                   | 28–13                | 14–27                | 12–14                |                      |
| Denver Nuggets         | 24                   | 58                   | .293                 | 31                   | 18–23                | 6–35                 | 8–18                 |                      |
| Dallas Mavericks       | 22                   | 60                   | .268                 | 33                   | 15–26                | 7–34                 | 11–15                |                      |
| Minnesota Timberwolves | 15                   | 67                   | .183                 | 40                   | 9–32                 | 6–35                 | 9–17                 |                      |

## Estadísticas
| Rk | Jugador          | Edad | P  | PT | MP   | TC  | TCI  | %TC  | T3  | T3I | %T3  | TL  | TLI | %TL   | RO  | RD  | RT  | AS  | RB  | TAP | BP  | FP  | PTS  |
| -- | ---------------- | ---- | -- | -- | ---- | --- | ---- | ---- | --- | --- | ---- | --- | --- | ----- | --- | --- | --- | --- | --- | --- | --- | --- | ---- |
| 1  | Derek Harper     | 30   | 65 | 64 | 34.6 | 6.9 | 15.6 | .443 | 0.9 | 2.9 | .312 | 3.0 | 4.0 | .759  | 0.8 | 1.9 | 2.6 | 5.7 | 1.6 | 0.3 | 2.4 | 2.3 | 17.7 |
| 2  | Rolando Blackman | 32   | 75 | 74 | 33.7 | 7.1 | 15.5 | .461 | 0.9 | 2.3 | .385 | 3.2 | 3.5 | .898  | 1.0 | 2.1 | 3.2 | 2.7 | 0.7 | 0.3 | 2.0 | 1.8 | 18.3 |
| 3  | Terry Davis      | 24   | 68 | 67 | 31.6 | 3.8 | 7.8  | .482 | 0.0 | 0.1 | .000 | 2.7 | 4.2 | .635  | 3.4 | 6.5 | 9.9 | 0.8 | 0.4 | 0.4 | 1.7 | 3.0 | 10.2 |
| 4  | Fat Lever        | 31   | 31 | 5  | 28.5 | 4.4 | 11.3 | .387 | 0.5 | 1.7 | .327 | 1.9 | 2.6 | .750  | 1.8 | 3.4 | 5.2 | 3.5 | 1.5 | 0.4 | 1.2 | 2.4 | 11.2 |
| 5  | Rodney McCray    | 30   | 75 | 48 | 28.1 | 3.6 | 8.3  | .436 | 0.3 | 1.1 | .294 | 1.5 | 2.0 | .719  | 2.0 | 4.3 | 6.2 | 2.9 | 0.6 | 0.4 | 1.5 | 2.4 | 9.0  |
| 6  | Herb Williams    | 33   | 75 | 26 | 27.2 | 4.9 | 11.3 | .431 | 0.0 | 0.1 | .167 | 1.7 | 2.3 | .725  | 1.4 | 4.6 | 6.1 | 1.3 | 0.5 | 1.3 | 1.5 | 2.5 | 11.5 |
| 7  | Mike Iuzzolino   | 24   | 52 | 21 | 24.6 | 3.1 | 6.8  | .451 | 1.1 | 2.6 | .434 | 2.1 | 2.5 | .836  | 0.5 | 1.4 | 1.9 | 3.7 | 0.6 | 0.0 | 1.8 | 1.5 | 9.3  |
| 8  | James Donaldson  | 34   | 44 | 32 | 22.6 | 2.4 | 5.2  | .471 | 0.0 | 0.0 |      | 1.3 | 1.9 | .702  | 2.2 | 3.9 | 6.1 | 0.7 | 0.2 | 1.0 | 0.9 | 2.0 | 6.2  |
| 9  | Doug Smith       | 22   | 76 | 32 | 22.5 | 3.8 | 9.2  | .415 | 0.0 | 0.1 | .000 | 1.2 | 1.6 | .736  | 1.7 | 3.4 | 5.1 | 1.7 | 0.8 | 0.4 | 1.3 | 3.4 | 8.8  |
| 10 | Donald Hodge     | 22   | 51 | 27 | 20.7 | 3.2 | 6.4  | .497 | 0.0 | 0.0 |      | 2.0 | 2.9 | .667  | 2.3 | 3.1 | 5.4 | 0.8 | 0.5 | 0.5 | 1.5 | 2.5 | 8.4  |
| 11 | Tracy Moore      | 26   | 42 | 2  | 18.6 | 3.1 | 7.7  | .400 | 0.7 | 2.0 | .357 | 1.5 | 1.9 | .833  | 0.7 | 1.2 | 2.0 | 1.1 | 0.8 | 0.1 | 1.0 | 2.3 | 8.5  |
| 12 | Randy White      | 24   | 65 | 12 | 15.7 | 2.2 | 5.9  | .380 | 0.1 | 0.4 | .148 | 1.9 | 2.5 | .765  | 1.5 | 2.2 | 3.6 | 0.5 | 0.5 | 0.3 | 1.0 | 2.4 | 6.4  |
| 13 | Brad Davis       | 36   | 33 | 0  | 13.0 | 1.2 | 2.6  | .442 | 0.2 | 0.5 | .278 | 0.3 | 0.5 | .733  | 0.1 | 0.9 | 1.0 | 2.0 | 0.3 | 0.1 | 0.8 | 1.7 | 2.8  |
| 14 | Brian Howard     | 24   | 27 | 0  | 11.8 | 2.0 | 3.9  | .519 | 0.0 | 0.1 | .500 | 0.8 | 1.1 | .710  | 0.6 | 1.3 | 1.9 | 0.5 | 0.4 | 0.3 | 0.6 | 2.0 | 4.9  |
| 15 | Tom Garrick      | 25   | 6  | 0  | 10.5 | 0.7 | 2.8  | .235 | 0.0 | 0.2 | .000 | 0.3 | 0.3 | 1.000 | 0.3 | 0.7 | 1.0 | 2.8 | 1.3 | 0.0 | 0.7 | 1.2 | 1.7  |
| 16 | Brian Quinnett   | 25   | 15 | 0  | 9.1  | 1.0 | 3.4  | .294 | 0.2 | 1.0 | .200 | 0.5 | 0.8 | .667  | 0.5 | 1.3 | 1.8 | 0.3 | 0.6 | 0.1 | 0.5 | 0.7 | 2.7  |
| 17 | João Vianna      | 25   | 1  | 0  | 9.0  | 1.0 | 2.0  | .500 | 0.0 | 0.0 |      | 0.0 | 0.0 |       | 0.0 | 0.0 | 0.0 | 2.0 | 0.0 | 0.0 | 1.0 | 3.0 | 2.0  |